# Andrew Pettigrew
Andrew Marshall Pettigrew (* 11. Juni 1944) ist Professor für Strategie und Organisation der Saïd Business School und Senior Golding Fellow at Brasenose College, beide an der University of Oxford. Neben seiner Lehrtätigkeit arbeitet Pettigrew auch für Beratungsunternehmen und ist der Vorsitzende des wissenschaftlichen Beratungsgremiums für McKinseys weltweite Beratungspraxis. 2009 übernahm Pettigrew eine Gastprofessur an der BI Norwegian Business School.

## Werdegang
Pettigrew hat einen Abschluss in Anthropologie und Soziologie der Liverpool University (1965) und promovierte in Industriesoziologie an der Manchester Business School. 1969 wechselt Pettigrew an die Yale University, wo er wichtige Kontakte knüpfen konnte. 1975 bis 85 untersuchte er das britische Konglomerat Imperial Chemical Industries und legte die Forschungsgrundlagen für seine spätere akademische Karriere. 1985 kehrte er zur University of Warwick und der akademischen Lehre zurück, wo er das Centre for Corporate Strategy und Change gründete. Ab Oktober 2003  wurde Dekan der University of Bath bis er im September 2008 zur Saïd Business School wechselte.

## Forschungsinteressen
Pettigrews Forschung war die erste, die kontextuelle und zeitanalytische Betrachtungen der Prozesse in der Strategieentwicklung, Änderungsmanagement, Entscheidungstheorie und Macht verwendete. Dabei untersucht Pettigrew klassische Managementthemen wie Entscheidungsprozesse unter dem Einfluss von organisationsinterner Politik, Strategie und Veränderungsprozesse häufig in Großunternehmen. Seine Arbeiten spiegeln den klassischen Strategieansatz, erkennen aber die Realitäts-erzeugende Natur von Entscheidungs- und Handlungsprozessen an. So verlaufen
Veränderungsprozesse nach seiner Darstellung zwar in vier unterscheidbaren Schritten (Entwicklung von Bedenken, Entwicklung von Verständnis und Anerkennung des Problems in der relevanten Öffentlichkeit, Planung und Handeln, Stabilisieren der Ergebnisse), aber gleichzeitig beschreibt er die inkrementelle Natur und die Anpassung der Organisationsumwelt von innen heraus.

## Ehrungen
2003 wurde Pettigrew der dritte Professor einer Business-School, der zum Fellow der British Academy berufen wurde. Daneben ist Pettigrew Gründungsmitglied der British Academy of Management. Er ist Mitglied der US Academy of Management und der erste Nicht-Amerikaner, der von der Academy zum Distinguished Scholar ernannt wurde (2002). Ihm wurde der Richard Whipp Lifetime Achievement Award der British Academy of Management verliehen und er wurde 2009 zum Offizier des Order of the British Empire (OBE) berufen. Pettigrew erhielt Ehrendoktortitel der Universität von Linköping (1989), der University of Liverpool (2010) und der Copenhagen Business School (2010).

## Bibliografie
Pettigrew ist Autor oder Koautor von 15 Büchern und über 100 Artikeln. 58 seiner Arbeiten in 143 Veröffentlichungen werden in drei Sprachen von 4533 Bibliotheken angeboten.
- Handbook of strategy and management; 2002, Sage Publication;
- Perspectives on strategic change; 1993, Kluwer Academic Publishers;
- The politics of organizational decision-making; Tavistock, 1973
- The innovating organization; 2000 Sage Publications
- Managing change for competitive success; 1991 Wiley & Sons;
- Shaping strategic change: making change in large organizations: the case of the National Health Service; 1992, Sage Publications;